# Kurt Kreuger

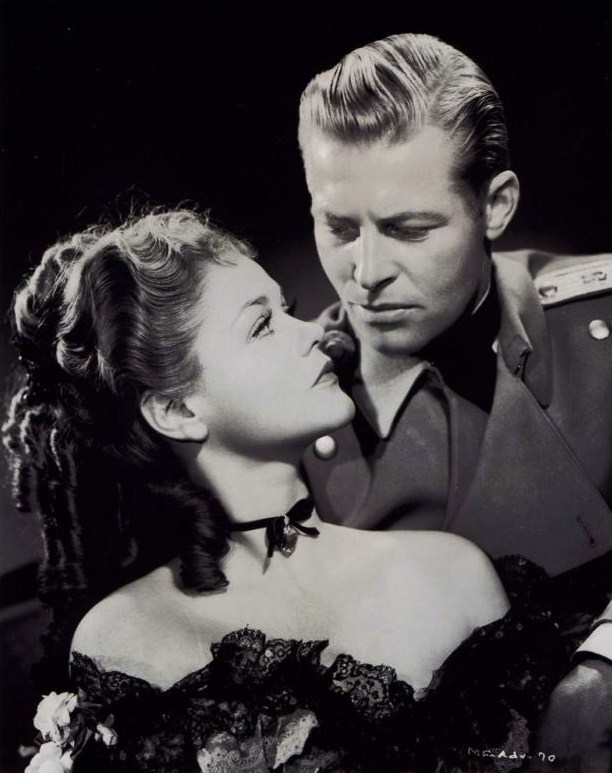
Avec Simone Simon, dans Mademoiselle Fifi (1944, photo promotionnelle)

Kurt Kreuger est un acteur allemand, né Kurt Paul Kreuger le 23 juillet 1916 à Michendorf (province de Brandebourg et mort le 12 juillet 2006 à Los Angeles (Californie, États-Unis).

## Biographie
Éduqué en Suisse et en Angleterre, Kurt Kreuger s'installe ensuite définitivement aux États-Unis. Là, abandonnant des études de médecine, il participe pour le cinéma à trente-deux films américains (souvent dans des rôles d'officier allemand), les deux premiers sortis en 1940. Citons Sahara de Zoltan Korda (1943, avec Humphrey Bogart et Dan Duryea), Mademoiselle Fifi de Robert Wise (1944, avec Simone Simon et Alan Napier), Infidèlement vôtre de Preston Sturges (1948, avec Rex Harrison et Linda Darnell), ou encore Torpilles sous l'Atlantique de Dick Powell (1957, avec Robert Mitchum et Curd Jürgens).
Dans les années 1950, il collabore également à quatre films allemands, ainsi qu'à la coproduction germano-italienne La Peur de Roberto Rossellini (1954, avec Ingrid Bergman). Son dernier film est L'Affaire Al Capone de Roger Corman (avec Jason Robards dans le rôle-titre), sorti en 1967.
À la télévision, entre 1955 et 1978, Kurt Kreuger apparaît dans un téléfilm (1968) et vingt-et-une séries, dont 77 Sunset Strip (cinq épisodes, 1958-1963), Les Mystères de l'Ouest (un épisode, 1967) et Wonder Woman (deux épisodes, 1976-1977).
Pour sa contribution au cinéma, une étoile lui est dédiée sur le Walk of Fame d'Hollywood Boulevard.

## Filmographie partielle

### Au cinéma
(films américains, sauf mention contraire)
- 1940 : Mystery Sea Raider d'Edward Dmytryk
- 1940 : Éveille-toi mon amour (Arise, my love) de Mitchell Leisen
- 1941 : Chasse à l'homme (Man Hunt) de Fritz Lang
- 1941 : The Deadly Game de Phil Rosen
- 1941 : Un Yankee dans la RAF (A Yank in the R.A.F.) d'Henry King
- 1943 : The Purple V de George Sherman
- 1943 : Les bourreaux meurent aussi (Hangmen Also Die !) de Fritz Lang
- 1943 : Intrigues en Orient (Background to Danger) de Raoul Walsh
- 1943 : The Strange Death of Adolf Hitler de James P. Hogan :
- 1943 : L'Ange des ténèbres (Edge of Darkness) de Lewis Milestone
- 1943 : La Nuit sans lune (The Moon Is Down) d'Irving Pichel
- 1943 : Sahara de Zoltan Korda
- 1944 : Pas un n'échappera (None Shall Escape) d'André de Toth
- 1944 : Mademoiselle Fifi de Robert Wise
- 1945 : Hôtel Berlin (Hotel Berlin) de Peter Godfrey
- 1945 : Paris Underground de Gregory Ratoff
- 1945 : L'assassin rôde toujours (The Spider) de Robert D. Webb
- 1945 : Hotel Berlin de Peter Godfrey
- 1946 : Voyage sentimental (Sentimental Journey) de Walter Lang
- 1946 : L'Impasse tragique (The Dark Corner) d'Henry Hathaway
- 1948 : Infidèlement vôtre (Unfaithfully Yours) de Preston Sturges
- 1950 : Chasse aux espions ou Le Collier de la panthère (Spy Hunt) de George Sherman
- 1950 : Kronjuwelen de František Čáp (film allemand)
- 1953 : L'Heure bleue (Die blaue Stunde) de Veit Harlan (film allemand)
- 1954 : La Peur (Angst) de Roberto Rossellini (film germano-italien)
- 1955 : The Missing Scientists de Steve Sekely (film allemand)
- 1957 : Torpilles sous l'Atlantique (The Enemy Below) de Dick Powell
- 1966 : Qu'as-tu fait à la guerre, papa ? (What Did You Do in the War, Daddy ?) de Blake Edwards
- 1967 : L'Affaire Al Capone (The St. Valentine's Day Massacre) de Roger Corman

### À la télévision
(séries, sauf mention contraire)
- 1958-1963 : 77 Sunset Strip
  - Saison 1, épisode 9 The Iron Curtain Caper (1958) de Richard L. Bare
  - Saison 2, épisode 22 Safari (1960) de George Waggner et épisode 28 Legend of Crystal Dart (1960)
  - Saison 3, épisode 20 The Positive Negative (1961)
  - Saison 5, épisode 33 Our Man in Switzerland (1963) de Richard C. Sarafian
- 1959-1964 : Perry Mason, première série
  - Saison 2, épisode 12 The Case of the Shattered Dream d'Andrew V. McLaglen (1959)
  - Saison 7, épisode 15 The Case of the Capering Camera (1964) de Jesse Hibbs
- 1961 : Route 66
  - Saison 1, épisode 21 Effigy in Snow d'Alvin Ganzer
- 1964 : Des agents très spéciaux (The Man from U.N.C.L.E.)
  - Saison 1, épisode 14 The Terbuf Affair de Richard Donner
- 1965 : Les Espions (I Spy)
  - Saison 1, épisode 9 Ni repris, ni échangé (No Exchange on Damaged Merchandise) de Leo Penn
- 1967 : Mission impossible (Mission : Impossible), première série
  - Saison 1, épisode 26 Un morceau de sucre (A Cube of Sugar) de Joseph Pevney
- 1967 : Les Mystères de l'Ouest (The Wild Wild West)
  - Saison 3, épisode 10 La Nuit du faucon (The Night of the Falcon) de Marvin J. Chomsky
- 1968 : To Die in Paris, téléfilm de Charles S. Dubin et Allen Reisner
- 1970 : Max la Menace (Get Smart)
  - Saison 5, épisodes 15 et 16 House of Max, Parts I & II
- 1975 : Barnaby Jones
  - Saison 3, épisode 18 Image of Evil de Leo Penn
- 1976-1977 : Wonder Woman
  - Saison 1, épisode 5 Féminin singulier, 1re partie (The Feminium Mystique, Part I, 1976)
  - Saison 2, épisode 2 Anschluss '77 (1977)